# Frances Marion
Frances Marion (18 de novembro de 1888 – 12 de maio de 1973) foi uma roteirista, autora e jornalista norte-americana, frequentemente citada como a mais renomada roteirista feminina do século XX, ao lado de June Mathis e Anita Loos. Ela foi a primeira pessoa a ganhar dois Prêmios da Academia.